# Cerastium semidecandrum
Cerastium semidecandrum é uma espécie de planta com flor pertencente à família Caryophyllaceae. 
A autoridade científica da espécie é L., tendo sido publicada em Species Plantarum 1: 438, no ano de 1753. Cerastium rotundatum Schur é um sinónimo. O número cromossómico da dase esporofítica é igual a 36.
O seu nome comum é rato-castanho.
Trata-se de uma espécie anual, que cresce até 3 dm de altura. Ocorre em locais abertos e secos, com um solo arenoso ou com um solo calcário. A época de floração dá-se de Abril a Maio. A planta possui flores masculinas e flores femininas, que são polinizadas por insectos. Tem dificuldade em crescer um locais sombrios, preferindo solos com humidade. As folhas e as plantas jovens são comestíveis.

## Portugal
Trata-se de uma espécie presente no território português, nomeadamente em Portugal Continental.
Em termos de naturalidade é nativa da região atrás indicada.

## Protecção
Não se encontra protegida por legislação portuguesa ou da Comunidade Europeia.